# 인천주안남초등학교
인천주안남초등학교(仁川朱安南初等學校)는 대한민국 인천광역시 미추홀구에 있는 공립 초등학교이다.

## 연혁
- 1984년 9월 27일 : 개교